# راجر ریرا
راجر ریرا (انگلیسی: Roger Riera؛ زادهٔ ۱۷ فوریهٔ ۱۹۹۵) بازیکن فوتبال اهل اسپانیا است.
از باشگاه‌هایی که در آن بازی کرده‌است می‌توان به باشگاه فوتبال ناک بردا اشاره کرد.